# سوزان کوری
سوزان کوری (انگلیسی: Suzanne Cory؛ زادهٔ ۱۱ مارس ۱۹۴۲) یک دانشمند در زمینه بیولوژی مولکولی اهل استرالیا است.
وی همچنین برنده جوایزی همچون مدال پادشاهی شده است.